# ادوارد ویتن
ادوارد ویتن (به انگلیسی: Edward Witten) ‏(زاده ۲۶ اوت ۱۹۵۱ در مریلند) ریاضی‌دان و فیزیک‌دان آمریکایی و استاد در مؤسسه مطالعات پیشرفته است. او از پژوهشگران پیشرو جهان در نظریه ریسمان (پایه‌گذار نظریه-م) و نظریه میدان‌های کوانتومی است.
او در سال ۱۹۹۰ به دلیل تأثیرات کارهایش در ریاضی، موفق به دریافت مدال فیلدز شد. در سال ۱۹۹۵، وی نظریه-م را در کنفرانسی در دانشگاه جنوبی کالیفرنیا مطرح کرد.

## تولد و تحصیلات او
ادوارد ویتن در بالتیمور، مریلند در یک خانواده یهودی به دنیا آمد. پدر او لوییس ویتن، یک فیزیکدان با تخصص در زمینه
گرانش و نظریه نسبیت عام بود. او لیسانس خود را در رشته تاریخ از دانشگاه برندایس دریافت کرد. ویتن تصمیم داشت که یک خبرنگار سیاسی بشود و چندین مقاله هم در نیو رپاپلیک و نیچر منتشر کرد. او به مدت یک ترم در دانشگاه ویسکانسین به عنوان دانشجوی اقتصاد حضور داشت، سپس در دانشگاه پرینستون در رشته ریاضیات کاربردی ثبت نام کرد که با تغییر به رشته فیزیک، در سال ۱۹۷۶ موفق به دریافت دکترا در این رشته شد.

## پژوهش‌ها و دستاوردها
ویتن با کارهایش - که پیشرفت‌های فراوانی را در ریاضی موجب شده‌اند - خدمات گسترده‌ای را به فیزیک نظری رسانده‌است. او در زمینه‌های نظریه میدان‌های کوانتومی و نظریه ریسمان و همچنین توپولوژی و هندسه مربوط به این دو نظریه فعال بوده‌است.
دستاوردهای او شامل اثبات قضیه ی انرژی مثبت (Positive energy theorem) و کارهایش در زمینه ابرتقارن و نظریه مورس و معرفی نظریه میدان‌های کوانتومی توپولوژیکی (topological quantum field theory) و کارهایش در زمینه تقارن آینه‌ای و حدسش در زمینه وجود نظریه-م، می‌شوند.
ویتن در سال ۱۹۹۰ موفق به دریافت مدال فیلدز از اتحادیه بین‌المللی ریاضیات شد. او اولین فیزیکدانی است که این مدال را به دست می‌آورد.

## جوایز
- MacArthur Fellowship (1982)
- Dirac Medal (1985)
- Albert Einstein Award (1985)
- Fields Medal (1990)
- Henri Poincaré Prize (2006)
- Alan T. Waterman Award (1995)
- Nemmers Prize (2000)
- Henniemen Award (2004)
- Harvey Prize (2005)
- Crafoord Prize (2008)
- Lorentz Medal (2010)
- Isaac Newton Medal (2010)